# Aérodrome d'Ylivieska
L'aérodrome d'Ylivieska est un aéroport situé en Ostrobotnie du Nord, en Finlande.